# IRPA
IRPA (acrònim de International Radiation Protection Association) és una associació independent i sense ànim de lucre de societats regionals i nacionals sobre protecció contra radiacions. IRPA és reconeguda per IAEA (Agència Internacional de l'Energia Atòmica) com una organització no governamental (ONG). IRPA va ser creada el 1965 a Los Angeles, EUA. Existeixen més de 50 associacions en 65 països amb 18.000 membres individuals.

## Estructura
IRPA s'estructura en comissions, comitès, grups de tasques i treball :
- Comissions sobre publicacions.
- Comitè organisador de congressos internacionals.
- Comitè de programa de congressos internacional.
- Comitè d'inversions de Montreal.
- Comitè de pràctica i estratègia de protecció a radiacions.
- Comitè de normes.
- Comitè d'alerta de Sievert.
- Grup de tasques sobre seguretat de les fonts de radiació.
- Grup de treball sobre coneixement públic del risc de radiació.
- Grup de treball sobre qualificació i certificació de la protecció sobre radiacions.

## Societats adherides
| País                     | Organització |
| Argentina                | Sociedad Argentina de Radioprotección                                                                             |
| Austràlia & Nova Zelanda | Australasian Radiation Protection Society                                                                         |
| Àustria                  | Österreichischer Verband für Strahlenschutz                                                                       |
| Bèlgica                  | Belgian Association for Radiological Protection                                                                   |
| Brasil                   | Sociedade Brasileira de Proteção Radiológica                                                                      |
| Bulàaria                 | Bulgarian Association of Radiobiology and Radiation Protection                                                    |
| Camerun                  | Cameroon Radiological Protection Society                                                                          |
| Canadà                   | Canadian Radiation Protection Association                                                                         |
| Xina                     | Chinese Society of Radiation Protection                                                                           |
| Colòmbia                 | Asociación Colombiana de Protección Radiológica                                                                   |
| Croàcia                  | Croatian Radiation Protection Association                                                                         |
| Cuba                     | Cuban Physics Society, Radiation Protection Section                                                               |
| Xipre                    | Cyprus Association of Medical Physics and BioMeedical Engineering                                                 |
| Repúblic Txeca           | Czech Society for Radiation Protection                                                                            |
| Àfrica oriental          | Eastern Africa Association for Radiation Protection (Burundi, Ethiopia, Kenya, Rwanda, Somalia, Tanzania, Uganda) |
| Egipte                   | IRPA Egypt Radiation Protection                                                                                   |
| França                   | Société Française de Radioprotection                                                                              |
| Alemanya-Suïssa          | German-Swiss Association for Radiation Protection                                                                 |
| Grècia                   | Greek Radiation Protection Association                                                                            |
| Hongria                  | Health Physics Section of the Roland Eötvös Physical Society                                                      |
| Índia                    | Indian Association for Radiation Protection                                                                       |
| Iran                     | Iranian Radiation Protection Society                                                                              |
| Irlanda                  | Irish Radiation Research Society                                                                                  |
| Israel                   | Israel Society for Radiation Protection                                                                           |
| Itàlia                   | Associazione Italiana di Radioprotezione                                                                          |
| Japó                     | Japan Health Physics Society                                                                                      |
| Corea                    | Korean Association for Radiation Protection                                                                       |
| Lituània                 | Radiacines saugos centras                                                                                         |
| Madagascar               | Institut National des Sciences et Techniques Nucléaires                                                           |
| Malàisia                 | Malaysian Radiation Protection Association                                                                        |
| Mèxic                    | Sociedad Mexicana de Seguridad Radiológica                                                                        |
| Morroc                   | Association Marocaine de Radioprotection                                                                          |
| Holanda                  | Nederlandse Vereniging voor Stralingshygiëne                                                                      |
| Nòrdic                   | Nordic Society for Radiation Protection(Denmark, Finland, Iceland, Norway, Sweden)                                |
| Perú                     | Sociedad Peruana de Radioproteccion                                                                               |
| Filipines                | Philippine Association for Radiation Protection                                                                   |
| Polònia                  | Polskie Towarzystwo Fizyki Medycznej                                                                              |
| Portugal                 | Sociedade Portuguesa De Protecção Contra Radiacoes                                                                |
| Rumania                  | Societatea Romana De Radioprotectie                                                                               |
| Rússia                   | Sectiya Radiazionnoy Gigieny of Russia                                                                            |
| Sèrbia-Montenegro        | Radiation Protection Society of Serbia and Montenegro                                                             |
| Repúblic Eslovaca        | Slovak Society of Nuclear Medicine and Radiation Hygiene                                                          |
| Eslovènia                | Radiation Protection Association of Slovenia                                                                      |
| Sud-àfrica               | Southern African Radiation Protection Association(South Africa, Namibia, Botswana)                                |
| Espanya                  | Sociedad Española de Protección Radiológica                                                                       |
| Tuníssia                 | Tunisian Radiation Protection Society                                                                             |
| Regne Unit               | The Society for Radiological Protection                                                                           |
| Uruguai                  | Uruguayan Society of Radioprotection                                                                              |
| EUA                      | Health Physics Society                                                                                            |
| Veneçuela                | Sociedad Venezolana de Protección Radiológica                                                                     |